# Velké Losiny
Velké Losiny (Duits: Groß Ullersdorf) is een Tsjechische gemeente in de regio Olomouc, en maakt deel uit van het district Šumperk. Velké Losiny telt 2833 inwoners (2006).

## Geschiedenis
Velké Losiny wordt voor het eerst vermeld in 1296 in de annalen van Šternberk onder de naam Ulrici villa (Tsjechisch: Oldřichova Ves, Duits: Gross Ullersdorf). Vanaf de 15de eeuw valt de plaats onder de heerschappij van de adellijke familie Žerotín van Šumperk. Vanaf die tijd maakt Velké Losiny een grote bloei door, vooral als in 1562 de plaatselijke vesting het centrum van het landgoed wordt. Op de plaats van de vesting wordt een renaissanceslot gebouwd (Zámek Velké Losiny, 1589), voorts een bronnengebouw (1592), en een  papierfabriek (Ruční Papírna Velké Losiny,1596), waar het eerst bekende filigrain werd vervaardigd. Ook krijgt de plaats een  Lutherse kerk en een school.
In de 17de eeuw vindt er een drama plaats, wanneer  door toedoen van de inquisiteur Heinrich Boblig von Edelstadt 100 mensen, waarvan 56 uit Velké Losiny, worden verbrand tijdens de beruchte heksenprocessen.
Na de dood van Jan Ludvík van Žerotín wordt het landgoed verdeeld en in 1802 verkocht aan de familie Von Liechtenstein. 
In de 19de eeuw worden er meer industriële ondernemingen opgezet, waaronder en linnenweverij, een machinefabriek en een bierbrouwerij. Het bronnengebouw wordt uitgebreid en een groot park  eromheen aangelegd; in 1913 wordt een nieuw sanatorium gebouwd. Na de Tweede Wereldoorlog wordt de van oorsprong Duitse bevolking vervangen door Tsjechen.
Tegenwoordig is Velké Losiny vooral bekend als bronnenbadplaats. Ook bevindt zich hier de laatste papierfabriek van Europa, waar nog traditioneel handgeschept papier vervaardigd wordt.
In 2015 is het bronnenbad uitgebreid met een subtropisch zwemparadijs. 

## Geografie
Velké Losiny ligt in het voorgebergte van de Jeseníky, een berggebied in het noordoosten van Tsjechië, negen kilometer ten noordoosten van de stad Šumperk, in het dal van de rivier de Losinka. Velké Losiny ligt 406 meter boven N.A.P.

## Toeristische bezienswaardigheden
- Slot Velké Losiny, toegankelijk voor publiek
- Bronnenbad en omliggende park
- Houten kruis op de weg naar Žarová, op de plek waar tijdens de heksenprocessen 100 mensen zijn verbrand
- Ambachtelijke papierfabriek (Ruční papírna Velké Losiny), toegankelijk voor publiek

Bludov ·
Bohdíkov ·
Bohuslavice ·
Bohutín ·
Branná ·
Bratrušov ·
Brníčko ·
Bušín ·
Dlouhomilov ·
Dolní Studénky ·
Drozdov ·
Dubicko ·
Hanušovice ·
Horní Studénky ·
Hoštejn ·
Hraběšice ·
Hrabišín ·
Hrabová ·
Hynčina ·
Chromeč ·
Jakubovice ·
Janoušov ·
Jedlí ·
Jestřebí ·
Jindřichov ·
Kamenná ·
Klopina ·
Kolšov ·
Kopřivná ·
Kosov ·
Krchleby ·
Lesnice ·
Leština ·
Libina ·
Líšnice ·
Loštice ·
Loučná nad Desnou ·
Lukavice ·
Malá Morava ·
Maletín ·
Mírov ·
Mohelnice ·
Moravičany ·
Nemile ·
Nový Malín ·
Olšany ·
Oskava ·
Palonín ·
Pavlov ·
Petrov nad Desnou ·
Písařov ·
Police ·
Postřelmov ·
Postřelmůvek ·
Rájec ·
Rapotín ·
Rejchartice ·
Rohle ·
Rovensko ·
Ruda nad Moravou ·
Sobotín ·
Staré Město ·
Stavenice ·
Sudkov ·
Svébohov ·
Šléglov ·
Štíty ·
Šumperk ·
Třeština ·
Úsov ·
Velké Losiny ·
Vernířovice ·
Vikantice ·
Vikýřovice ·
Vyšehoří ·
Zábřeh ·
Zborov ·
Zvole